# Saint-Adelme
Ne doit pas être confondu avec Sainte-Adèle.
Saint-Adelme est une municipalité de paroisse de la province de Québec, au Canada. Elle est située dans la municipalité régionale de comté de La Matanie, au Bas-Saint-Laurent.

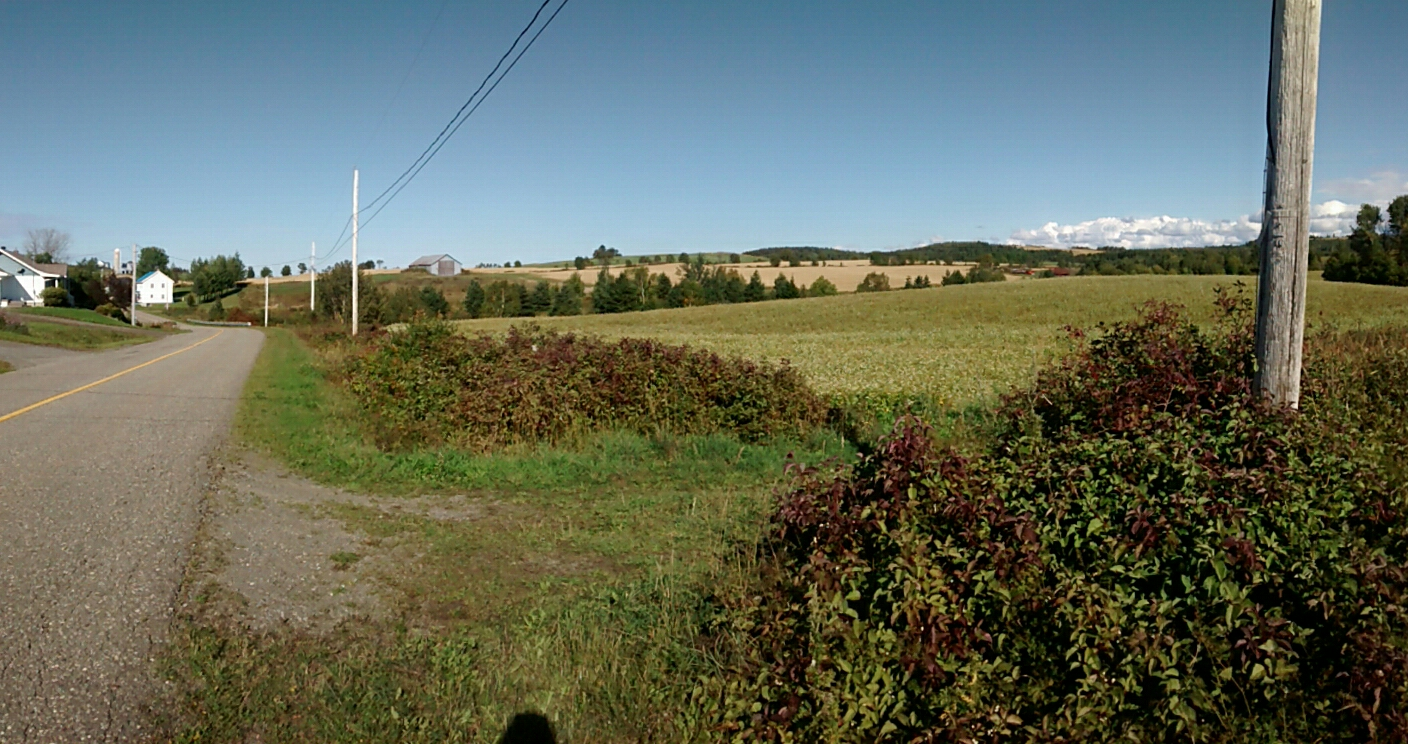
Saint-Adelme en septembre 2017

## Toponymie
Elle est nommée en l'honneur d'Adelme de Malmesbury, moine bénédictin du VIIIe siècle.

## Géographie
La Petite rivière Matane traverse les pointes sud-ouest de la municipalité vers le sud-ouest.

## Démographie
| 1996 | 2001 | 2006 | 2011 | 2016 | 2021 |
| ---- | ---- | ---- | ---- | ---- | ---- |
| 543  | 530  | 497  | 485  | 520  | 484  |

## Administration
Les élections municipales se font en bloc pour le maire et les six conseillers.
| Saint-Adelme Maires depuis 2001                                                                                      |                    |         |          |
| Élection | Maire              | Qualité | Résultat |
| 2001 | Jean-Claude Labrie |         | Voir     |
| 2005 | Yvan Imbeault      |         | Voir     |
| 2009 | Yvan Imbeault      | Voir    |          |
| 2013 | Jean-Roland Lebrun |         | Voir     |
| 2017 | Jean-Roland Lebrun | Voir    |          |
| 2021 | Josée Marquis      |         | Voir     |
| Élection partielle en italique Depuis 2005, les élections sont simultanées dans toutes les municipalités québécoises |                    |         |          |